# Баязітова Зіфа Гаязівна
Баязітова Зіфа Гаязівна (башк. Баязитова Зифа Ғаяз ҡыҙы, нар. 4 червня 1951, с. Кусеєво Баймацького району Башкирської АРСР) — артистка Сібайського театру драми, Народна артистка Республіки Башкортостан (1998). Член Спілки театральних діячів (1979).

## Біографія
Баязітова Зіфа Гаязівна народилася 4 червня 1951 року в с. Кусеєво Баймацького району Башкирської АРСР.
У 1973 році закінчила УДІІ (курс Г. Г. Гілязева, Ф. К. Касимової).
Після закінчення інституту працює в Сібайському театрі драми.

## Ролі у виставах
Сарія («Бөркөт ҡанаты» — «Крило беркута» Г. Ісхакова; дебют, 1973), Гульємеш («Байрамбикә» — «Байрамбіка» Р. С. Янбулатової), Амаль («Ҡара сәскәләр» — «Чорні троянди» В. Г. Галімова за одноім. романом С. Джемаля), Зілія («Илама, һылыу!» — «Не плач, дівчисько!» Н. Гаїтбая), Ямал («Ҡыр ҡаҙҙары» — «Дикі гуси» Р. А. Сафіна), Жихан («Башмагым»), Фекла Іванівна («Өйләнеү» — «Одруження» М. В. Гоголя), Коринкіна («Ғәйепһеҙ ғәйеплеләр» — «Без вини винуваті» О. М. Островського), Фаріда («Париж егете Әлфәнис» — «Альфаніс, хлопець з Парижа» Л. В. Валєєва).

## Нагороди та звання
- Народна артистка Республіки Башкортостан (1998)
- Заслужена артистка Башкирської АРСР (1988)